# Sassafras Mountain
Der 1085 Meter, nach anderen Angaben nur 1083 Meter oder 1081 Meter hohe Sassafras Mountain ist der höchste Berg des US-Bundesstaates South Carolina. Er befindet sich im Pickens County, an der Grenze zu North Carolina (Transylvania County). Die in North Carolina liegende Seite des Berges gehört dem Geschäftsmann Charles H. Taylor. Benannt ist der Berg nach dem dort anzutreffenden Sassafrasbaum.